# Lingua umbra
La lingua umbra, o umbro, è una lingua indoeuropea estinta, appartenente al gruppo delle lingue osco-umbre, parlata e scritta dall'antico popolo degli Umbri che in epoca classica viveva nel territorio ad est dell'alto corso del fiume Tevere, lungo la dorsale appenninica e fino all'Adriatico.
Attestata da iscrizioni datate tra il IV secolo a.C. e il I secolo a.C., la lingua umbra conosciuta soprattutto attraverso le Tavole eugubine rinvenute nel 1444 a Gubbio, sette tavole di bronzo che contengono le leggi sacre della città umbra di Ikuvium (odierna Gubbio), scritte in gran parte in alfabeto umbro, tavole datate tra 200 e 120 a.C., e in parte in alfabeto latino, tavole datate tra 150 e 70 a.C.
Nel territorio di confine tra Etruria e Sabina, sono stati rinvenuti testi arcaici datati tra il VII secolo a.C. e il VI secolo a.C. che sarebbero ascrivibili alla lingua umbra e sono stato definiti, per questo, "testi paleoumbri".
Il termine "umbro" è usato anche per indicare l'insieme dei dialetti parlati nelle varie zone della moderna regione Umbria, tutti appartenenti al continuo linguistico italiano mediano, ma che non hanno alcun rapporto di derivazione con l'antica lingua umbra in senso stretto.

## Esempio
A titolo di esempio la traslitterazione di alcune righe in lingua umbra:
(traslitterazione delle prime righe della prima tavola)